# Lake Varuna
Lake Varuna är en sjö i Antarktis. Den ligger i Östantarktis. Norge gör anspråk på området. Lake Varuna ligger 164 meter över havet.